# Bessarabien
Bessarabien er et geografisk område i Sydøsteuropa mellem floderne Prut og Dnestr på i alt ca. 44.000 km2. Den centrale del udgør Moldova, mindre områder i nord og syd hører til Ukraine. Området skråner ned mod Sortehavet, som danner grænsen i syd.

## Historie
Områdets første rige var det dakiske Burebistas kongerige, som eksisterede i Julius Caesars levetid. Det blev besejret af romerne i år 106, men var aldrig en lydstat i modsætning til de omkringliggende regioner. I denne periode romaniseredes området, og dakerne antog latin som sprog og kultur. Fra 200- til 1300-tallet invaderedes området af flere stammer og folk.
Fra 1300-tallet hørte det sydlige Bessarabien til Valakiet. Senere overtog Moldavien hele området, og fra 1484 begyndte det Osmanniske rige gradvist at annektere regionen. I 1791 afstod det Osmanniske Rige området Jedisan på Dnestrs venstre bred til Rusland ved fredsaftalen i Iași (Jassytraktaten). Under den anden deling af Polen (1793) mellem Rusland, Preussen og Østrig fik Rusland endnu en del af Dnestrs venstre bred.
Efter den russisk-tyrkiske krig (1806-1812) og Bukarest-freden kom området mellem floderne Prut og Dnestr under det russiske kejserrige som guvernementet Bessarabien. Tidligere havde kun den sydlige del af dette territorium betegnelsen Bessarabien. Området fik autonom status inden for Rusland med Chișinău som hovedstad. I denne periode ankom tyskere og bulgarere, hvis efterkommere udgør en minoritet i nutidens Bessarabien. Fra 1856, efter Krimkrigen, indgik Bessarabien i fyrstendømmet Moldavien, inden det i 1878 kom tilbage under Rusland ved Berlinerkongressen.
Perioden 1812-1860 var præget af en streng russificering. Ved en folketælling i 1817 oplyste 86 % af indbyggerne, at de talte rumænsk. Omkring 80 år senere var denne andel sunket til 56 %, mens andelen af russere, ukrainere og andre befolkningsgrupper var vokset, blandt andet som følge af at rumænsktalende indbyggere blev opmuntrede til at flytte til andre provinser.
Området tilsluttede sig Rumænien i 1918 efter en afstemning i det bessarabiske parlament, hvor 86 parlamentsmedlemmer stemte for tilslutning, 3 stemte nej og 36 stemte blankt. Sovjetunionen godtog aldrig denne afstemning og krævede en rigtig folkeafstemning, som ikke har fundet sted.
I midten af 1930'erne var 12 % af Bessarabiens befolkning flyttet til Sovjetunionen og andre lande. Med støtte i Molotov-Ribbentrop-pagten mellem Sovjetunionen og Tyskland blev Rumæniens regering i 1940 tvunget til at acceptere, at Bessarabien og det nordlige Bukovina kom til at høre under Sovjetunionen, men allerede i juli 1941, efter at Tyskland havde indledt Operation Barbarossa, erobredes området af Nazi-Tyskland og Kongeriget Rumænien. I 1944 blev Kongeriget Rumæniens diktator Antonescus arresteret på ordre af Kong Mihai I, og Den Røde Hær erobrede Bessarabien, hvorefter Hitlers og pro-nazistiske rumænske tropper måtte trække sig tilbage.
Under Sovjetårene 1940-1951 deporteredes på Stalins udtrykkelige ordre et stort antal altovervejende rumænsksprogede moldaviske familier fra Bessarabien.